# Saba Homayoon
Saba Homayoon (* 12. April 1977 in Montreal, Québec) ist eine kanadische Schauspielerin iranischer Abstammung.

## Leben und Karriere
Saba Homayoon wurde in der kanadischen Metropole Montréal geboren und ist seit 2003 als Schauspielerin aktiv. Sie übernahm Rollen in Serien wie Without a Trace, Charmed, How I Met Your Mother oder Navy CIS.
Homayoon ist seit 2007 mit dem Schauspieler Neil Hopkins verheiratet. Mit ihm stand sie für den Fernsehfilm Hit Factor 2008 vor der Kamera, bei dem sie auch die Funktion einer Executive Producerin übernahm.

## Filmografie (Auswahl)
- 2003: Kate Fox & die Liebe (Miss Match, Fernsehserie, Episode 1x01)
- 2003: Without a Trace – Spurlos verschwunden (Without a Trace, Fernsehserie, Episode 2x03)
- 2004: Charmed – Zauberhafte Hexen (Charmed, Fernsehserie, Episode 6x15)
- 2004: The D.A. (Fernsehserie, Episode 1x01)
- 2005: How I Met Your Mother (Fernsehserie, Episode 1x01)
- 2006: Navy CIS (NCIS, Fernsehserie, Episode 4x01)
- 2007: The Loop (Fernsehserie, 2 Episoden)
- 2008: Hit Factor (Fernsehfilm)
- 2010: Medium – Nichts bleibt verborgen (Medium, Fernsehserie, Episode 6x20)
- 2013: The Key (Kurzfilm)
- 2016: Mistresses (Fernsehserie, 2 Episoden)
- 2017: The Odd Couple (Fernsehserie, Episode 3x10)
- 2019: Navy CIS: L.A. (Fernsehserie, Episode 10x12)
- 2021: Chad (Fernsehserie, 8 Episoden)